# رفض المسيح

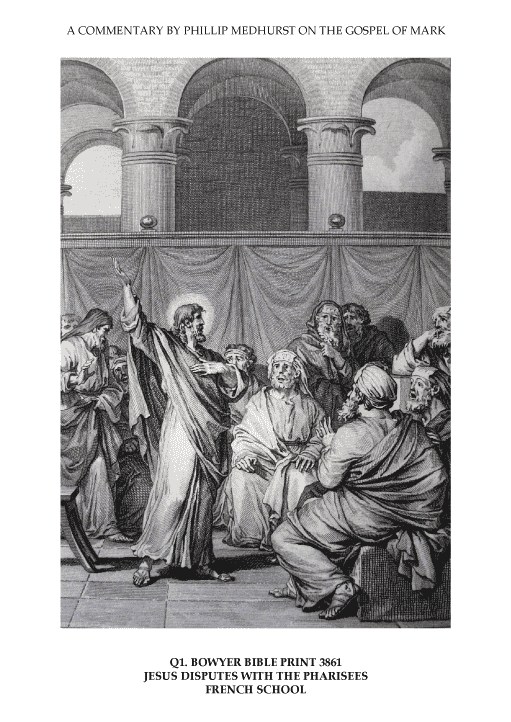

يتضمن العهد الجديد عددًا من حوادث رفض المسيح خلال حياته، من قبل المجتمعات المحلية والأفراد.

## رفض مسقط رأسه
في الفصل السادس من إنجيل مرقس هناك سرد لزيارة يسوع إلى مسقط رأسه مع أتباعه. «وَلَمّا جاءَ يَومُ السَّبْتِ ابتَدَأ يُعَلِّمُ فِي المَجمَعِ. فَانْدَهَشَ كَثيرونَ عِنْدَما سَمِعُوهُ، وَقالُوا: «مِنْ أينَ جاءَ هَذا الرَّجُلُ بِكُلِّ هَذا؟ وَما هَذِهِ الحِكْمَةُ المُعطاةُ لَهُ، وَما هَذِهِ المُعجِزاتُ الَّتي يَصنَعُها؟ 3 ألَيسَ هُوَ النَّجّارَ ابنَ مَريَمَ؟ وَأخا يَعقُوبَ وَيُوسِي وَيَهُوذا وَسِمْعانَ؟ ألا تُقيمُ أخَواتُهُ بَينَنا؟» فَكانَ ذَلِكَ عائِقاً يَمنَعُهُمْ مِنْ قُبُولِهِ.» (مرقس 6:1). من دهشته لعدم ايمان الناس به، قال المسيح «لا يَكُونُ نَبِيٌّ بِلا كَرامَةٍ إلّا فِي وَطَنِهِ وَبَينَ أقارِبِهِ وَفِي بَيتِهِ!» 5 وَلَمْ يَتَمَكَّنْ مِنْ أنْ يَصنَعَ أيَّةَ مُعجِزَةٍ هَناكَ. لَكِنَّهُ وَضَعَ يَدَيهِ عَلَى بَعضِ المَرضَى فَشَفاهُمْ. 6 وَتَعَجَّبَ مِنْ عَدَمِ إيمانِهِمْ. ثُمَّ ذَهَبَ يَتَجَوَّلُ فِي القُرَى المُحِيطَةِ وَيُعَلِّمُ النّاسَ». (مرقس 6: 1-6)
روى لوقا أن يسوع تلا قصصا عن عهد إيليا حين تم إنقاذ امرأة صيدونية، وكيف أنه خلال فترة أليشع، على الرغم من وجود الكثير من مرضى الجذام في إسرائيل، تم تطهير سوري فقط. هذا، وفقا لوقا، أجج الناس ضده لأنه يدعوا لمساعدة الغير يهود، وأخذوا يهاجمون يسوع ويطاردوته إلى أعلى التل الصخري من أجل إلقائه. يشكك بعض الباحثين بالدقة التاريخية لمقولة لوقا وذلك بسبب عدم وجود وجه صخري في الناصرة.
قد تكون النظرة السلبية لعائلة يسوع مرتبطة بالنزاع بين بولس الرسول والمسيحيين اليهود. يقترح ويلسون أن العلاقة السلبية بين يسوع وأسرته وضعت في الأناجيل (خاصة في إنجيل مرقس) لإقناع المسيحيين الأوائل بعدم اتباع عبادة يسوع التي كانت تديرها عائلة يسوع: «... لن يكون من المستغرب أن بعض أتباع الكنيسة، ولا سيما الوثنيون، تحب أن تسرد قصصا عن يسوع كرجل لم تتعاطف معه عائلته أو لم تدعمه». جيفري بوتز  كان أكثر إيجازًا حين قال: «... بحلول الوقت الذي كتب فيه مارك انجيله أي في في أواخر الستينيات [من القرن الأول]، بدأت الكنائس الأممية خارج إسرائيل تستاء من السلطة التي تمارسها القدس حيث كان يوحنا والرسل يقودون المسيرة، مما وفر الدافع لـ موقف مارك المضاد للعائلة... (ص 44)». يتفق علماء بارزون آخرون على هذه المقولة (على سبيل المثال، كروسون، 1973،  ماك، 1988 ؛  باينتر، 1999).

## رفض حجر الزاوية
يتحدث اناجيل متى 21:42، أعمال الرسل 4:11 ومرقس 12:10 عن يسوع على أنه الحجر الذي رفضه البناؤون (أو «الكراميين»). ويناقش بطرس الرسول هذا الرفض في 1 بطرس 2:7 ويشبهها بما ذكر في المزامير 118:22 .

## غير مرحب به في قرية سامرية
وفقا لوقا 9:51-56 ، عندما دخل يسوع قرية سامرية، لم يكن مرحب به لأنه كان في طريقه إلى القدس. (كان هناك عداوة بين اليهود ومعبدهم في القدس والسامريين ومعبدهم على جبل جرزيم). لقد أراد تلاميذه أن يسقطوا النار من السماء على القرية، لكن يسوع قام بتوبيخهم واستمروا إلى قرية أخرى.

## العديد من التلاميذ يغادرون
يرد في يوحنا 6:60-6:66 أن «العديد من التلاميذ» تركوا يسوع بعد أن قال إن أولئك الذين يأكلون جسده ويشربون دمه سيبقون فيه ولديهم الحياة الأبدية (يوحنا 6:48-59). في يوحنا 6:67-71 يسأل يسوع الرسل الاثني عشر إذا أرادوا أن يغادروا، لكن القديس بطرس رد بأنهم أصبحوا مؤمنين.

## رفض اعتباره المسيح اليهودي
رفض اليهود قبول يسوع كالمسيح المنتظر واعتبروه نبيا مزيفا وذلك من قبل معظم الطوائف اليهودية، لكن هناك القلة، مثل «اليهود ليسوع» الذين أمنوا بقضيته وأنه هو المسيح الموعود في التوراة والذي تحذث عنه الأنبياء. ومن ما يدل على ذلك، الوقائع التالية:
- رفض اليهود بمسيحية يسوع لأنهم اعتقدوا أن المسيح المنتظر سيكون سليلًا مباشرًا للملك داود عبر ابنه سليمان من جانب أبيه، وسوف يولد بشكل طبيعي لزوج وزوجة (تكوين 49: 10، إشعياء 11: 1، إرميا 23: 5، 33: 17؛ حزقيال 34: 3-24). بينما، ووفقا لما آمن به المسيحيين، فإن والد يسوع هو الله وليس داود بذلك لا يمكن أن يكون مسيح اليهودية.
- تقول التوراة «لَيسَ اللهُ إنساناً لِكَي يَكْذِبَ، وَلا بَشَراً لِكَي يُغَيِّرَ رَأيَهُ. فَهَلْ يَقُولُ شَيئاً لَكِنْ لا يَعمَلُ بِهِ؟ أوْ هَلْ يَعِدُ بِشَيءٍ لَكِنْ لا يُوفِي بِهِ؟» [12] (كتاب الأرقام كتاب الأعداد 23:19).[13][14] وبالنسبة لليهود، هذه الصفات لا تنطبق على إله المسيح. إلا أنه هناك من يشير إلى أن الاقتباس أعلاه من التوراة يمكن قد يشير إلى أن الله لا يملك صفات الرجال في تحمل الخطيئة أو الكذب بدلاً من عدم القدرة على تحمل الجسد وهو ما ينطبق على إله المسيح.
- يشير سفر زكريا 9: 9 إلى الملك (المسيح) الذي سيأتي إلى القدس على حمار وزكريا 14: 17 يقول أن هذا الملك هو الرب القدير.
- أيضا، يتحدث الكتاب المقدس العبري عن أن المسيح المنتظرسيكون متواضعا (زكريا 9) وممجدا (دانيال 24). هذا يعني أن المسيح يجب أن يأتي مرتين. تصارع الكثير من الحاخامات في التلمود بهذه المشكلة وخلقوا تمييزًا تعسفيًا بأنه إذا تصرف اليهود بشكل جيد فسيأتي في المجد، وإذا تصرفوا بشكل سيئ، فسيكون متواضعًا، لكن لا توجد أدلة توراتية تدعم هذا.
- وفقا لدانيال، هناك بعض النبوءات التي لا بد من أن تتحقق قبل عام 70م وقبل تدمير الهيكل الثاني (مثل مجيء المسيح). لهذا، يعتقد البعض أن هذا يعني أنه إذا لم يكن يسوع هو المسيح المنتصر، فلا يوجد مرشح آخر يفي بكل النبوأت.
- ومع ذلك، فإن الغالبية العظمى من اليهود يرفضون يسوع. هذا هو تحقيق للنبوءة في المزمور 118: 22-23 («الحَجَرُ الَّذِي رَفَضَهُ البَنّاؤُونَ صارَ حَجَرَ الأساسِ. 23  اللهُ فَعَلَ هَذا، وَهُوَ بَدِيعٌ فِي عُيُونِنا»).
- " [15]
- «بالإضافة إلى إيمانها بيسوع كالمسيح، غيرت المسيحية العديد من المفاهيم الأساسية لليهودية.» كابلان، أرييه [16]«... كانت عقيدة المسيح وستبقى غريبة على الفكر الديني اليهودي».[17]
- «... منذ ألفي سنة، رفض اليهود الادعاء بأن يسوع قد حقق النبوءات المسيحية للكتاب المقدس العبري، وكذلك الادعاءات العقائدية التي أدلى بها آباء الكنيسة - بأنه ولد من عذراء، وإنه ابن الله، وهو جزء من الثالوث الإلهي، وقد تم بعثه بعد وفاته. ولمدة ألفي عام، كانت الرغبة المركزية للمسيحية هي في قبول اليهود لطروحاتهم هذه والذي سيقوي إثبات بأن يسوع قد حقق نبوءاتهم التوراتية الخاصة.» [18]
- «لا يقبل يهودي يسوع كمسيح. عندما يقوم شخص ما بهذا الالتزام الديني، يصبحون مسيحيين. ليس من الممكن لشخص ما أن يكون مسيحيًا ويهودًيا.» [19]

على الجانب اليهودي، هناك مصادر عديدة توثق رفض اليهود ليسوع كمسيح منتظر أكثرها شهرة ما ورد في «بركة هامينيم» (لعنة المهرطقين) من صلاة أميدا والتلمود. ويشير التلمود أن الحاخام غامالييل الثاني طلب من صموئيل هاقطان إضافة فقرة على الصلاة الوسطى للأميدا تهاجم المسيحيين المبكرين على أنهم المخبرون وزنادقة والتي ادرجت بوصفها الفقرة الثانية عشرة في بركة مامنيم الحديثة.
على الجانب المسيحي، تظهر روايات الرفض اليهودي ليسوع بشكل بارز في العهد الجديد، خاصة إنجيل يوحنا. على سبيل المثال، في يوحنا 7:1-9 يتنقل يسوع في الجليل لكنه يتجنب يهودا، لأن "اليهود" كانوا يبحثون عن فرصة لقتله. في يوحنا 7:12-13 "وكانَ هُناكَ هَمْسٌ كَثِيْرٌ عَنْهُ بَيْنَ النّاسِ، فَقالَ بَعْضُهُمْ: «هُوَ إنسانٌ صالِحٌ.» بَيْنَما قالَ آخَرُونَ: «لا بَلْ هُوَ يَخْدَعُ النّاسَ.» غَيْرَ أنَّ أحَداً لَمْ يَتَحَدَّثْ عَنْهُ عَلَناً. فَقَدْ كانُوا يَخافُونَ مِنْ قادَةِ اليَهُودِ". يتم تسجيل الرفض اليهودي أيضا في يوحنا 7:45-52 و 8:39-59 و 10:22-42 و 12:36-43. ذكر في يوحنا 12:42 يقول "42 وَمَعَ ذَلِكَ، كانَ هُناكَ كَثِيْرُونَ قَدْ آمَنُوا بِهِ مِنْ قادَةِ اليَهُودِ. لَكِنَّهُمْ لَمْ يُجاهِرُوا بِإيْمانِهِمْ خَوفاً مِنَ الفِرِّيْسِيِّيْنَ، لِأنَّهُمْ كانُوا يَخافُونَ أنْ يُحرَمُوا مِنْ دُخُولِ المَجمَعِ. كما كان من مقرارات مجمع يفنة الذي عقده الكنيس اليهودية في القرن الأول والذي اعتبر من يؤمن بيسوع كالمسيح المنتظر مطرودين من كنيسهم..